# Университет прикладных наук Рованиеми
Университет прикладных наук Рованиеми (фин. Rovaniemen ammattikorkeakoulu) — бывший университет Финляндии, один из самых северных университетов страны; был расположен в городе Рованиеми (Лапландия).
Университет сотрудничал с другими научными и исследовательскими учреждениями в международном проекте «Университет Арктики» и входил в консорциум с Лапландским университетом.

## История
Решение об организации университета было принято в 1996 году, а функционировать он начал в 1998 году.
В университете было пять образовательных направлений: природные ресурсы и окружающая среда, туризм, общественное питание и экономика, социальная сфера, здравоохранение и спорт, технологии и транспорт, общественные науки, бизнес и администрация. Было 20 учебных программ, из которых 11 на финском и 3 на английском бакалавриата, 5 на финском и 1 на английском в магистратуре.
С 2001 года в университете началась реализация программы Arctic Power (ранее Арктическая энергетическая лаборатория) является центром компетенции в области зимних и арктических технологий. Он обслуживает компании и проекты в этой области, а его услуги включают развитие арктического бизнеса, особенно в транспортном и автомобильном секторах. Лаборатория и испытательный полигон были построены летом 2003 года, а официальное открытие 23 ноября 2003 года.
Университет имел широкие связи с высшими учебными заведениями пост-советского пространства, в частности с Гродненским госуниверситетом, Мурманским государственным техническим университетом и другими. Также университет активно привлекал абитуриентов из России.
Университет был расформирован в 2013 году, когда на его базе (совместно с Университетом прикладных наук Кеми-Торнио) был организован Лапландский университет прикладных наук. Перед этим был изучен опыт объединения Северного Арктического федерального университета, а также вузов Дании, Швеции и Норвегии.